# تيرانوفا براتشاليني
تيرانوفا براتشاليني تقع في مقاطعة أريتسو بإقليم توسكانا في جمهورية ايطاليا، وتبعد حوالي 35 كيلو مترًا (22 ميلًا) جنوب شرق مدينة فلُورَنْسَة أو إِفْلُورَنْسَة، وحوالي 25 كيلو مترًا شمال غرب مقاطعة أريتسو. وتقع مدينة تيرانوفا براتشاليني على حدود البلدات التالية أرنولفو دي كامبيو، كاستيليون فيبوكي، لاتيرينا، لورو سيوفينا، مونتيفارتشي، سان جيوفاني فالدارنو.
كانت تعرف البلدة تاريخيًا باسم تيرينوفا، وهي مسقط رأس العالم الإنساني الشهير فرانشيسكو بوجيو براتشيوليني (11 فبراير 1380 - 30 أكتوبر 1459) وكان باحثًا إيطاليًا وعالمًا إنسانيًا مبكرًا في عصر النهضة. وقد أعيدت تسميت المدينة في عام 1862.